# Alfonso di Borbone Dampierre
Alfonso di Borbone, duca d'Angiò, duca di Cadice, Grande di Spagna (Alfonso Jaime Marcelino Manuel Victor Maria, Alphonse de Bourbon per lo stato francese; Roma, 20 aprile 1936 – Beaver Creek, 30 gennaio 1989), primogenito di Giacomo Enrico di Borbone-Spagna ed Emanuela di Dampierre e quindi nipote di Alfonso XIII di Spagna, fu pretendente al trono francese con il nome di Alfonso II.

## Biografia

### Infanzia
Nato alla Clinica Santa Anna a Roma, fu battezzato nella casa della nonna materna, Donna Vittoria Ruspoli dei principi di Poggio Suasa, Palazzo Ruspoli su via del Corso, dal cardinale Eugenio Pacelli, poi papa Pio XII.
Poiché sua madre non era per nascita una principessa di sangue reale, suo nonno Alfonso XIII non considerò il nipote nella linea di successione al trono spagnolo, in conformità con la Prammatica Sanzione di Carlo III di Spagna; il padre Giacomo Enrico non era della stessa opinione e pretese che Alfonso e suo fratello Gonzalo fossero considerati membri della dinastia spagnola con il trattamento di "altezza reale". Alfonso, fino al 1972, in Spagna fu chiamato generalmente Don Alfonso de Borbón y Dampierre, benché altrove gli fosse concesso il titolo di principe e il trattamento di altezza reale.

### Delfinotitolaredi Francia
Alfonso fu considerato un principe francese con trattamento da altezza reale da quei legittimisti che ritennero suo nonno Alfonso XIII l'erede legittimo al trono francese: dopo la morte del nonno e l'ascesa di suo padre Giacomo Enrico come pretendente alla corona di Francia, egli venne considerato erede al trono francese e Delfino di Francia.

### Educazione
A cinque anni, nel 1941, alla morte del nonno Alfonso XIII di Spagna, seguì i genitori a Losanna, in Svizzera. Trascorsa l'infanzia nell'Hotel Royal, i due fratelli furono mandati al Collège San-Jean a Friburgo. L'8 dicembre 1946 Alfonso ricevette la prima comunione e la cresima dalle mani del cardinale Pedro Segura y Sáenz, arcivescovo di Siviglia. Il 25 novembre 1950 Alfonso fu creato dal padre Duca di Borbone.

### Giovinezza
Nel settembre 1955 Gonzalo ed Alfonso restarono entrambi feriti in un incidente di automobile vicino a Losanna: stavano tornando da Windsor e avevano guidato tutto il giorno e tutta la notte.
Fu un'importante pedina nella strategia di Francisco Franco per tenere docili e remissivi l'erede legittimo di Alfonso XIII, Giovanni di Borbone-Spagna conte di Barcellona e suo figlio Juan Carlos di Spagna. L'ipotesi che Alfonso o il lontano cugino Carlo Ugo di Borbone-Parma potessero divenire i successori del Generalissimo fu più volte fatta girare, durante gli anni Sessanta, rendendo malleabili e disponibili il conte di Barcellona ed il figlio. Alla fine, nel luglio 1969, Franco designò proprio successore Juan Carlos e nel dicembre dello stesso anno nominò Alfonso ambasciatore di Spagna in Svezia, ruolo che ricoprì fino al 1973.

### Matrimonio
L'8 marzo 1972 al Palazzo Reale di El Pardo, a Madrid, Alfonso sposò la nipote di Francisco Franco, Doña María del Carmen Martínez-Bordiú y Franco, figlia di Don Cristóbal Martínez-Bordiú, X marchese di Villaverde e di sua moglie, Doña Carmen Franco, I duchessa di Franco ed unica figlia del Caudillo. Testimoni furono lo stesso generale Franco (che accompagnò la nipote all'altare, scavalcando il genero) e la madre di Alfonso. La coppia divorziò civilmente nel 1982 ed ottenne l'annullamento nel 1986.

### Duca di Cadice
Il 22 novembre 1972 Alfonso ricevette il titolo di Duca di Cadice dal generale Franco, che gli riconobbe il trattamento di Altezza reale. Questo suscitò timori e malumori nell'entourage di Juan Carlos e del Conte di Barcellona, sia perché pareva che il Caudillo meditasse di mutare opinione sulla successione, sia perché tale titolo era appannaggio della Casa Reale di Spagna (cui Alfonso non apparteneva) e poteva essere concesso solo dal suo capo. Prima di Alfonso, l'ultimo a portare tale titolo era stato l'Infante Francesco d'Assisi di Borbone-Spagna.

### Pretendentelegittimistaal trono di Francia

Armi di Alfonso, duca di Angiò e Cadice

Il 20 marzo 1975 il padre di Alfonso, Giacomo Enrico, morì: egli fu immediatamente riconosciuto da alcuni ambienti legittimisti spagnoli come Alfonso II di Francia e Navarra: il 3 agosto dello stesso anno scelse per sé il titolo di cortesia di duca d'Angiò.
Dal 1977 al 1984 Alfonso fu presidente della Federazione spagnola di sci e dal 1984 al 1987 fu presidente del Comitato Olimpico Spagnolo.
Il 5 febbraio 1984 Alfonso stava tornando a casa con i suoi figli da una vacanza sciistica sui Pirenei: la sua automobile si scontrò con un camion. Il primogenito Francesco, gravemente ferito, morì il giorno 7, l'altro figlio Luigi Alfonso restò in ospedale per un mese ed Alfonso dovette subire sei operazioni. Un giudice sancì che Alfonso era stato negligente e lo privò della custodia del figlio superstite.

### Contesa del titolo di pretendente
Nel 1987 Enrico d'Orléans, primogenito maschio di Enrico d'Orléans, conte di Parigi e pretendente orleanista al trono di Francia, iniziò un'azione legale contro Alfonso per il suo uso del titolo di duca d'Angiò e dello stemma delle pleines armes de France (d'azzurro ai tre gigli d'oro), secondo lui appannaggio solo del capo della dinastia dei Borboni di Francia. Enrico chiese alla corte di multare Alfonso per 50.000 franchi francesi per ogni futura violazione. Nel 1988 Ferdinando Maria di Borbone-Due Sicilie, duca di Castro, ed il principe Sisto Enrico di Borbone-Parma si unirono alla causa di Enrico d'Orléans circa l'uso del titolo di duca d'Angiò, ma non per quanto riguarda la questione dello stemma. Il 21 dicembre 1988 il tribunale di prima istanza di Parigi stabilì che la causa era inammissibile perché l'esistenza legale del titolo non poteva essere dimostrata e che né il querelante (Enrico) né coloro che si erano aggiunti (Fernando e Sisto Enrico) avevano sancito i loro diritti al titolo e che Enrico d'Orléans non veniva offeso dall'uso delle pleines armes de France da parte del ramo spagnolo della famiglia.

### Morte
Alfonso morì a Beaver Creek in Colorado in un incidente sugli sci il 30 gennaio 1989: andò a sbattere contro un cavo che si stava facendo alzare per sostenere una bandiera all'arrivo di una gara dei Campionati mondiali di sci alpino 1989. Nel marzo dello stesso anno Enrico d'Orléans ed il principe Sisto Enrico di Borbone-Parma fecero appello nella causa circa l'uso di un titolo e delle armi da Alfonso; il giudizio originale contro di loro fu mantenuto.
Venne sepolto nella cappella di San Giovanni Battista della chiesa del monastero de las Descalzas Reales, dove già era stato inumato suo figlio Francesco. Nella vicina cappella di San Sebastiano è sepolto suo fratello minore Gonzalo di Borbone-Dampierre (morto nel 2000).

## Discendenza
Alfonso e María del Carmen ebbero due figli:
- Francesco Alfonso Giacomo Cristoforo Vittorio Giuseppe Consalvo Ceciclio, duca di Borbone e di Bretagna (22 novembre 1972 - 7 febbraio 1984);
- Luigi Alfonso Consalvo Vittorio Emanuele, duca d'Angio (1974 - viv.).

## Ascendenza
|                                  |                                |                                    | Genitori                           |  |  | Nonni |  |  | Bisnonni              |  |  | Trisnonni                            |  |
|                                  |                                |                                    |                                    |  |  |       |  |  | Alfonso XII di Spagna |  |  | Francesco d'Assisi di Borbone-Spagna |  |
|                                  |                                |                                    |                                    |  |  |       |  |  | Alfonso XII di Spagna |  |  | Francesco d'Assisi di Borbone-Spagna |  |
|                                  |                                | Isabella II di Spagna              |                                    |  |  |       |  |  | Alfonso XII di Spagna |  |  |                                      |  |
| Alfonso XIII di Spagna           |                                |                                    |                                    |  |  |       |  |  | Alfonso XII di Spagna |  |  |                                      |  |
|                                  |                                | Maria Cristina d'Asburgo-Teschen   | Carlo Ferdinando d'Austria-Teschen |  |  |       |  |  |                       |  |  |                                      |  |
|                                  |                                | Maria Cristina d'Asburgo-Teschen   | Carlo Ferdinando d'Austria-Teschen |  |  |       |  |  |                       |  |  |                                      |  |
|                                  |                                | Maria Cristina d'Asburgo-Teschen   | Elisabetta d'Asburgo-Lorena        |  |  |       |  |  |                       |  |  |                                      |  |
| Giacomo di Borbone-Spagna        |                                | Maria Cristina d'Asburgo-Teschen   |                                    |  |  |       |  |  |                       |  |  |                                      |  |
|                                  |                                | Enrico di Battenberg               | Alessandro d'Assia                 |  |  |       |  |  |                       |  |  |                                      |  |
|                                  |                                | Enrico di Battenberg               | Alessandro d'Assia                 |  |  |       |  |  |                       |  |  |                                      |  |
|                                  |                                | Enrico di Battenberg               | Julia von Hauke                    |  |  |       |  |  |                       |  |  |                                      |  |
| Vittoria Eugenia di Battenberg   |                                | Enrico di Battenberg               |                                    |  |  |       |  |  |                       |  |  |                                      |  |
|                                  |                                | Beatrice di Sassonia-Coburgo-Gotha | Alberto di Sassonia-Coburgo-Gotha  |  |  |       |  |  |                       |  |  |                                      |  |
|                                  |                                | Beatrice di Sassonia-Coburgo-Gotha | Alberto di Sassonia-Coburgo-Gotha  |  |  |       |  |  |                       |  |  |                                      |  |
|                                  |                                | Beatrice di Sassonia-Coburgo-Gotha | Vittoria del Regno Unito           |  |  |       |  |  |                       |  |  |                                      |  |
| Alfonso di Borbone               |                                | Beatrice di Sassonia-Coburgo-Gotha |                                    |  |  |       |  |  |                       |  |  |                                      |  |
|                                  | Visconte Riccardo di Dampierre | Visconte Enrico di Dampierre       |                                    |  |  |       |  |  |                       |  |  |                                      |  |
|                                  | Visconte Riccardo di Dampierre | Visconte Enrico di Dampierre       |                                    |  |  |       |  |  |                       |  |  |                                      |  |
|                                  | Visconte Riccardo di Dampierre | Elizabeth Tayloe Corbin            |                                    |  |  |       |  |  |                       |  |  |                                      |  |
| Visconte Ruggero di Dampierre    | Visconte Riccardo di Dampierre |                                    |                                    |  |  |       |  |  |                       |  |  |                                      |  |
|                                  |                                | Jeanne Marie Carraby               | Pierre Étienne Carraby             |  |  |       |  |  |                       |  |  |                                      |  |
|                                  |                                | Jeanne Marie Carraby               | Pierre Étienne Carraby             |  |  |       |  |  |                       |  |  |                                      |  |
|                                  |                                | Jeanne Marie Carraby               | Marie Marguerite Ybry              |  |  |       |  |  |                       |  |  |                                      |  |
| Emanuela di Dampierre            |                                | Jeanne Marie Carraby               |                                    |  |  |       |  |  |                       |  |  |                                      |  |
|                                  |                                | Emanuele Ruspoli di Poggio Suasa   | Bartolomeo Ruspoli di Cerveteri    |  |  |       |  |  |                       |  |  |                                      |  |
|                                  |                                | Emanuele Ruspoli di Poggio Suasa   | Bartolomeo Ruspoli di Cerveteri    |  |  |       |  |  |                       |  |  |                                      |  |
|                                  |                                | Emanuele Ruspoli di Poggio Suasa   | Carolina Ratti                     |  |  |       |  |  |                       |  |  |                                      |  |
| Vittoria Ruspoli di Poggio Suasa |                                | Emanuele Ruspoli di Poggio Suasa   |                                    |  |  |       |  |  |                       |  |  |                                      |  |
|                                  |                                | Josephine Mary Beers-Curtis        | Joseph David Beers-Curtis          |  |  |       |  |  |                       |  |  |                                      |  |
|                                  |                                | Josephine Mary Beers-Curtis        | Joseph David Beers-Curtis          |  |  |       |  |  |                       |  |  |                                      |  |
|                                  |                                | Josephine Mary Beers-Curtis        | Elizabeth Shipton-Giles            |  |  |       |  |  |                       |  |  |                                      |  |
|                                  |                                | Josephine Mary Beers-Curtis        |                                    |  |  |       |  |  |                       |  |  |                                      |  |